# A Fool There Was (1915)
A Fool There Was (bra: Escravo de uma Paixão) é um filme americano de drama mudo produzido por William Fox, dirigido por Frank Powell e estrelado por Theda Bara. Lançado em 1915, o filme foi considerado polêmico por longas cartas de intertítulos ousadas como "Beije-me, meu tolo!"
A Fool There Was é um dos poucos filmes existentes com Theda Bara. Ele popularizou a palavra vamp (abreviação de vampiro), que descreve uma femme fatale que causa a degradação moral daqueles que ela seduz, primeiro fascinando e depois exaurindo suas vítimas.
Em 2015, a Biblioteca do Congresso dos Estados Unidos selecionou o filme para preservação no National Film Registry, considerando-o "culturalmente, historicamente ou esteticamente significativo".
A Fool There Was foi lançado no Brasil com o título Escravo de Uma Paixão em 10 de Março de 1916.

## Elenco
- Edward José como o marido
- Theda Bara como o vampiro
- May Allison como a irmã da esposa
- Clifford Bruce como o amigo
- Victor Benoit como uma de suas vítimas
- Frank Powell como o médico
- Minna Gale como a noiva do doutor
- Runa Hodges como a criança
- Mabel Frenyear como a esposa

## Enredo

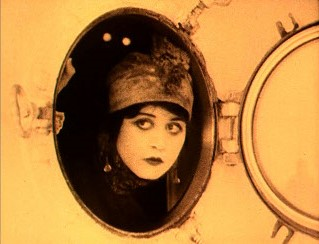
Theda Bara em A Fool There Was

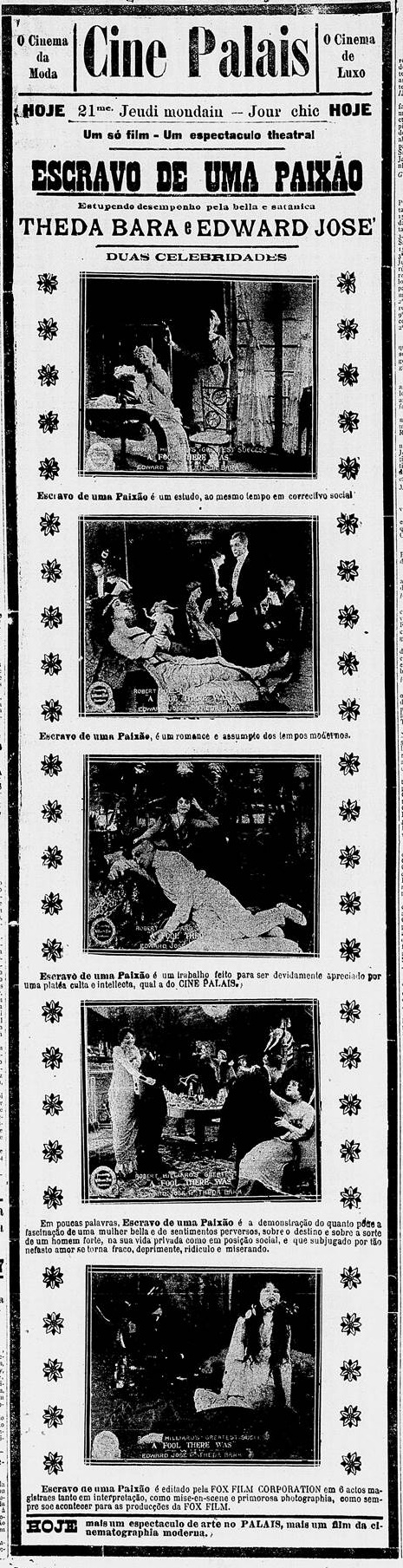
Propaganda do filme Escravo de Uma Paixão (A Fool There Was) na revista Correio da Manhã (RJ) no Brasil.

John Schuyler (Edward José), um advogado e diplomata rico de Wall Street, é um marido e um homem de família dedicado. Ele é enviado para a Inglaterra em uma missão diplomática sem sua esposa e filha. No navio ele conhece a "Mulher Vampira" (Theda Bara) - uma vampira psíquica descrita como "uma mulher da espécie vampírica" - que usa seus encantos para seduzir homens, apenas para partir depois de arruinar suas vidas. Schuyler é mais uma de suas vítimas que cai completamente sob seu controle. No processo de sucumbir à vontade dela, ele abandona sua família, perde seu emprego, sua posição social e se torna um bêbado delirante. Todas as tentativas de sua família para fazê-lo retornar falham e o infeliz "tolo" mergulha cada vez mais fundo na degradação física e mental.

## Base
O filme é baseado na produção da Broadway de 1909, A Fool There Was, de Porter Emerson Browne, que por sua vez baseou sua peça no poema de Rudyard Kipling, The Vampire. Katharine Kaelred desempenhou o papel de sedutora, conhecida como "A Mulher". A estrela da peça foi o ídolo da matinê vitoriana Robert C. Hilliard, cujo nome apareceu com destaque em alguns anúncios do filme, embora ele não tivesse nenhuma conexão com o filme.[carece de fontes?]

## Produção
Os produtores fizeram questão de homenagear sua fonte literária, tendo um verdadeiro ator lendo o poema completo para o público antes de cada exibição inicial e apresentando trechos do poema ao longo do filme em legendas. O crédito oficial de Bara é até "O Vampiro", e por esta razão o filme às vezes é citado como o primeiro filme de "vampiro". No entanto, tanto no filme como no poema de Kipling, o termo é usado metaforicamente, pois o personagem não é literalmente um vampiro.
O filme foi a primeira aparição na tela da atriz de cinema da época da Primeira Guerra Mundial May Allison (1890–1989).
Embora o filme contenha cenas aparentemente ambientadas na Inglaterra e na Itália, o filme inteiro foi filmado em St. Augustine, Flórida.

## Lançamento
O filme também foi um divisor de águas na publicidade cinematográfica inicial. Em uma coletiva de imprensa em janeiro de 1915, o estúdio deu uma elaborada biografia ficcional de Theda Bara, tornando-a uma exótica atriz árabe, e a apresentou em um extravagante traje de pele. Em seguida, eles vazaram intencionalmente para a imprensa que a coisa toda era uma farsa. Esta pode ter sido uma das primeiras manobras publicitárias de Hollywood.
Embora parte do filme se passe no Reino Unido, o filme não foi aprovado pelo British Board of Film Censors, por sua política de rejeitar filmes com relações sexuais ilícitas. Embora A Fool There Was nunca tenha sido exibido ao público na Grã-Bretanha, mais tarde filmes de Theda Bara foram permitidos.

## Status de preservação
A Fool There Was é um dos poucos filmes de Theda Bara que existem, com cópias no Museu de Arte Moderna, Arquivo Nacional BFI e outros arquivos de filmes. Os outros filmes de Bara sobreviventes são The Stain (1914), East Lynne (1916), The Unchastened Woman (1925) e duas comédias curtas que ela fez para Hal Roach em meados da década de 1920.